# Adam Taggart
Adam Jake Taggart (Perth, 2 giugno 1993) è un calciatore australiano, attaccante del Perth Glory e della nazionale australiana.

## Palmarès

### Club
- Coppa della Corea del Sud: 1

Suwon Bluewings: 2019

### Individuale
- Capocannoniere del campionato australiano: 2

2013-2014 (16 gol), 2023-2024 (20 gol)
- Capocannoniere del campionato sudcoreano: 1

2019 (20 gol)